# Julio Cortázar
Julio Cortázar (n. 26 august 1914, Brussel, Comunitatea Francofonă din Belgia⁠(d), Belgia – d. 12 februarie 1984, Paris, Île-de-France, Franța) a fost un important romancier din Argentina, unul dintre cei mai importanți autori ai curentului școlii realismului magic sud-american.

## Biografie
Când Cortázar avea 4 ani, familia a revenit la Buenos Aires unde au locuit în cartierul Banfield. După ce și-a încheiat studiile la Facultatea de Litere a Universității din Buenos Aires în 1937, a devenit profesor de literatură franceză la Universitatea Națională din Cuyo, Mendoza, la jumătatea anilor '40. În Argentina a colaborat la revistele Sur și Realidad.
În 1951, opunându-se ascensiunii regimului lui Perón, Cortázar a emigrat în Franța, unde a locuit până la moarte. Din 1952 a lucrat ca traducător pentru UNESCO. Între proiectele sale de traduceri se numără o versiune spaniolă a romanului lui Daniel Defoe, Robinson Crusoe, și a povestirilor lui Edgar Allan Poe, iar influența acestuia asupra povestirilor sale este unanim recunoscută.
La bătrânețe a devenit intelectual de stânga, a susținut cauza acesteia în America Latină și a lăudat revoluția cubaneză a lui Castro și programul mișcării sandiniste din Nicaragua.
A fost căsătorit de două ori: cu Aurora Bernárdez (în 1953) și cu Carol Dunlop; iar cu lituaniana exilată Ugné Karvelis a avut o relație intimă (1967-1970), fără a fi căsătoriți legal.
Julio Cortázar a murit de leucemie și a fost îngropat în Cimitirul Montparnasse.

## Volume de povestiri
Debutează în anul 1938 cu volumul de poeme Prezențe.
Alte volume antume sunt,
- Bestiario(1951)
- Sfârșitul jocului (1956)
- Armele secrete (1959)
- Povești cu cronopi si glorii (1962)
- Toate focurile, focul (1966)
- Ocolul zilei în optzeci de lumi (1967)
- Urmăritorul și alte povestiri (1967)
- Insula la amiază și alte povestiri (1971)
- Octaedrul (1974)
- Cineva în trecere pe aici, (1977)
- Un oarecare Lucas (1979)
- Cât de mult o iubim pe Glenda (1980)
- Ceasuri nepotrivite (1982)
- Autonauții de pe cosmopistă (1983)
- Celalalt cer

## Romane
- Rayuela (1963)
- Șotron (1964)
- Examenul (1950)
- Premiile (1960)
- Fantomas contra vampirilor multinaționali (1965)
- 62 : model de asamblat, (1968)
- Cartea lui Manuel, (1974)

## Alte publicații
A publicat, de asemenea, numeroase volume de poezii, teatru și eseuri.

## Scenarii de film
- Blow-up, în regia lui Michelangelo Antonioni. Filmul a fost inspirat din nuvela lui Cortazar, Funigei.
- Casa ocupata, în regia lui Vladimir Albu

## Cărți traduse în limba română
- Toate focurile, focul
- Șotron
- Povești cu cronopi și glorii
- Câștigătorii
- Fetele medaliei (nuvele)
- Armele secrete
- Cât de mult o iubim pe Glenda
- Idolul cicladelor
- Manuscris găsit într-un buzunar și alte povestiri